# Franz Xaver Battisti

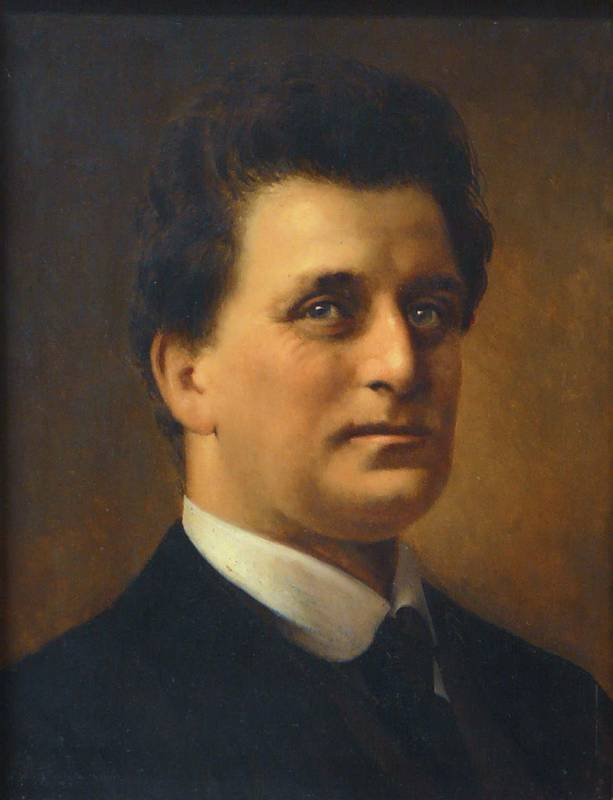
Franz Xaver Battisti, Porträt von Hedwig Greve

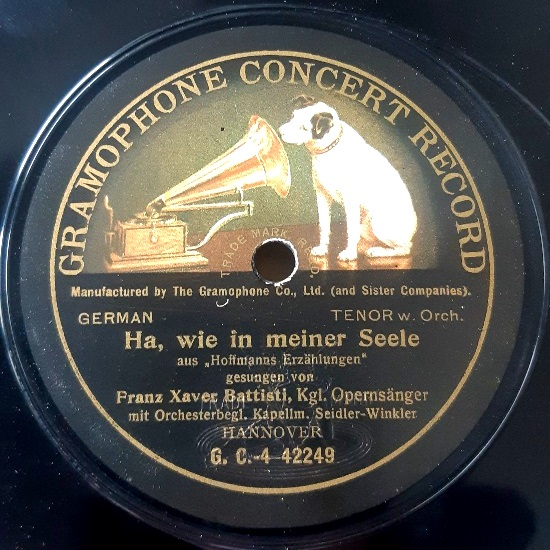
Schallplatte von Franz Xaver Battisti (Hannover 1909)

Franz Xaver Battisti (* 21. Dezember 1865 in Bozen, Tirol; † 23. August 1933 ebendort) war ein österreichischer Opernsänger (Tenor) und Gesangspädagoge.

## Leben
Battisti, geboren in Bozen in der Gummergasse als Sohn eines Kaufmanns, studierte an der technischen Hochschule Graz Chemie, wo man ihn ermunterte, seine Tenorstimme für die Bühne ausbilden zu lassen. Er begab sich nach Wien, wo er bei Viktor von Rokitansky Gesangsunterricht nahm (1889 bis 1893), jedoch seine Studien an der dortigen Universität fortsetzte, bis er durch die fortschreitenden Erfolge ermutigt, sich entschloss, das Studium gänzlich aufzugeben und sich der Bühnenlaufbahn zu widmen.
Sein Bühnendebüt war am 12. Oktober 1893 als Lyonel in Friedrich von Flotows Oper Martha am Stadttheater in Trier. Er sang 1904 im Stadttheater Zürich, in der Saison 1895/96 in Düsseldorf, 1896/97 im Stadttheater Bremen, wiederum den Lyonel und den Radames in Aida, und 1897/98 im Theater des Westens in Berlin. Anschließend begab er sich nach Mailand, wo er seine Gesangsausbildung bei Albert Selva vervollkommnete.
1900 wurde er ans Hoftheater in Hannover verpflichtet, wo er bis 1914 verblieb. 
Gastspiele brachten ihn an die Berliner Hofoper, an die Hoftheater von Kassel und Braunschweig, an die Opernhäuser von Frankfurt am Main, Leipzig und Köln. Man schätzte ihn auch als Konzertsänger. 
1909 nahm er in Hannover mehrere Schallplatten für das Label His Master’s Voice der Deutschen Grammophon auf, darunter Arien aus Hoffmanns Erzählungen von Jacques Offenbach, die Blumenarie aus Bizets Carmen und Duette mit Marga Burchardt aus der Oper Tiefland von Eugen d’Albert, Aida von Giuseppe Verdi und dem Fliegenden Holländer von Richard Wagner. Letztere Aufnahme ist auf der 2006 erschienenen CD So viel der Helden: Wagnertenöre der Kaiserzeit (1871–1918) zu hören.
Nach seinem Bühnenabschied 1914 war er als Gesangspädagoge bis 1925 in Hannover tätig. 1924 feierte „der gefeierte frühere lyrische Tenor der ehemaligen Hofoper Hannover“ seinen 60. Geburtstag, berichtete die Fachzeitschrift Die Stimme.
Franz Xaver Battisti starb in Bozen im Jahre 1933 und ist auch dort bestattet.